# Michaela Kezele
Michaela Kezele (* 1975 in München) ist eine deutsche Filmregisseurin und Drehbuchautorin.

## Leben
Kezele wurde als Tochter einer Serbin und eines Kroaten geboren. Der Jugoslawienkrieg ließ sie nach der in Dubrovnik verbrachten Kindheit 1991 in ihre Geburtsstadt München zurückkehren. Nach dem Studium an der Hochschule für Fernsehen und Film inszenierte Michaela Kezele als Abschlussfilm ihren Kurzfilm Milan. Der Film war 2007 für die Student Academy Awards nominiert und gewann über 30 internationale Preise, darunter den „Grand Prix“ beim Internationalen Kurzfilmfestival Tampere, den „Best European Short Film Award“ und den „Cinema Without Borders Best International Film Award“ beim Palm Springs International ShortFest.
Auch Kezeles erster Langfilm, Die Brücke am Ibar (internationaler Titel: My Beautiful Country) gewann zahlreiche Preise. So wurde sie 2012 mit dem Bernhard-Wicki-Filmpreis und 2013 mit dem Bayerischen Filmpreis als beste Nachwuchsregisseurin ausgezeichnet. 2015 erhielt Kezele die Medaille für besondere Verdienste um Bayern in einem Vereinten Europa. Der Episodenfilm The Love Europe Project, bei dem sie eine der Episoden übernommen hat, erhielt 2020 den Grimme-Preis.
2016 wurde Kezele Professorin an der Hochschule für Fernsehen und Film München. 2019 wurde sie zum Gremiumsmitglied der Zürcher Filmstiftung gewählt. Seit 2023 ist sie gemeinsam mit Hubert von Spreti Leiterin der Drehbuchwerkstatt München.
Am 1. Juli 2024 hatte ihr Film Kati – Eine Kür, die bleibt über die Eiskunstlauflegende Katarina Witt Premiere beim Filmfest München.

## Filmografie
- 2004: Neun (Spielfilm)
- 2007: Milan (Kurzfilm)
- 2012: Die Brücke am Ibar (My Beautiful Country)
- 2019: The Love Europe Project (Episode Like a Bird)
- 2019: Zimmer mit Stall – Die Waschbären sind los (Fernsehreihe)
- 2020: Zimmer mit Stall – Schwein gehabt (Fernsehreihe)
- 2021: Eine Liebe später (Fernsehfilm)
- 2021: Die Toten am Meer – Der Wikinger (Fernsehfilm)
- 2022: Und ihr schaut zu (Fernsehfilm)
- 2023: Tatort: MagicMom
- 2024: Kati – Eine Kür, die bleibt (Fernsehfilm)

## Auszeichnungen
- 2006: Förderpreis der Robert Bosch Stiftung** für südost-europäische Koproduktionen
- 2007: Nominiert für den Student Academy Awards, Academy of Motion Picture Arts and Sciences, Los Angeles, USA
- 2007: Preis für den besten männlichen Schauspielers an Andrija Nikcevic / International Panorama of Independent Film Creators, Thessaloniki
- 2007: Special Award for Best Picture Technique in Student Film Competition (Panavision) / Plus Camerimage-International Film Festival of the Art of Cinematography, Lodz, Polen für Felix Novo de Oliveira
- 2007: Panther-Preis für BESTE PRODUKTION DEUTSCHER FILM / Internationales Festival der Filmhochschulen München
- 2007: ProSieben Preis für BESTE REGIE DEUTSCHER FILM / Internationales Festival der Filmhochschulen München
- 2007: Best Foreign Language Children Drama / 5th International Student Film Festival, Hollywood, USA (ISSFH)
- 2007: Kurzfilmbiber / Biberacher Filmfestspiele 2007
- 2007: Filmpreis in der Kategorie „Filmhochschulen – Spielfilm“ des MedienCampus Bayern
- 2007: Grand Prix / International Short Film Festival, Drama (Griechenland)
- 2007: The Cinema Without Borders Best International Film Award auf dem Palm Springs International ShortFest in Palm Springs, Kalifornien (USA)
- 2007: Bester Film und Bester Studentenfilm / Filmfestival Alpinale Nenzig
- 2007: Bester Internationaler Film, Bester Film de las Mujeres en el Cine y la Television de Mexico Jury und Dialogpreis SIGNIS des Katholischen Weltverbandes für Kommunikation, 10. Expresión en Corto International Film Festival / San Miguel de Allende und Guanajuato, Mexiko
- 2007: Publikumspreis / 36. Internationales Studentenfilmfestival SEHSÜCHTE Berlin
- 2007: Nominiert für den FIRST STEPS Award
- 2008: Live Action Short, Shortlisted, Academy of Motion Picture and Sciences, Los Angeles, USA
- 2008: Golden Lion Award (Erster Preis in der „Golden Lion International Student Competition“) / Taipei Film Festival, Taiwan
- 2008: Starter Filmpreis / Produktion der Landeshauptstadt München 2008
- 2008: Best European Short Film Award / Festival International de Films de Femmes, Créteil
- 2008: Best Narrative Short Film Award / RiverRun International Film Festival, North Carolina
- 2008: Prix du Jury Jeune / Short Film Festival du Court Métrage de Bruxelles
- 2008: Special Mention / X ediciòn del Festival Internacional DerHumALC, Argentinien
- 2008: Grand Prix / FESTIVAL TOUS COURTS – Festival International de Courts Métrages d’Aix-en-Provence et du Pays d’Aix
- 2012: Bernhard-Wicki-Filmpreis, Regie Nachwuchspreis, Beste Hauptdarstellerin, Zrinka Cvitesic[4]
- 2012: Arras Film Festival, Frankreich, Audience Award[5]
- 2012: Prädikat „Besonders wertvoll“ der Deutschen Film- und Medienbewertung (FBW)[6]
- 2012: Biberacher Filmfestspiele, Bester Debütfilm, Publikumsbiber[7]
- 2012: Lobende Erwähnung, Förderpreis Neues Deutsches Kino[8]
- 2013: Bayerischer Filmpreis, Beste Nachwuchsregie[9]
- 2013: Stony Brook Film Festival New York, Jury Award – Best Feature
- 2013: Filmfestival Türkei/Deutschland, Bester Film, Publikumspreis[10]
- 2013: Filmfestival von Pula in Kroatien, Young Cinephiles Award
- 2013: Favourites Film Festival Berlin, Bester Film – Publikumspreis
- 2014: Pyongyang International Film Festival, Grand Prix
- 2015: Medaille für besondere Verdienste um Bayern in einem Vereinten Europa
- 2020: Grimme-Preis-Nominierung